# Chile en los Juegos Panamericanos Junior
Chile es uno de los países que ha participado en los Juegos Panamericanos Junior desde la primera edición, realizada en Colombia en 2021.
Chile ha obtenido 12 oros, 15 platas y 31 bronces, con un total de 58 medallas en toda la historia de los Juegos Panamericanos Junior, donde está representado por el Comité Olímpico de Chile.

## Medallero histórico
| Año   | Edición | Sede       | Puesto | Oro | Plata | Bronce | Total |
| ----- | ------- | ---------- | ------ | --- | ----- | ------ | ----- |
| 2021  | I       | Cali-Valle | 8°     | 12  | 15    | 31     | 58    |
| 2025  | I       | Asunción   | 4°     | 16  | 14    | 20     | 50    |
| Total | Total   | Total      | -      | 28  | 29    | 51     | 108   |

## Medallistas
| Evento        |    |    |    | T   | Detalle |
| ------------- | -- | -- | -- | --- | --- |
| Cali 2021     | 12 | 15 | 31 | 58  | Atletismo, Lanzamiento de disco; Lucas Nervi Baloncesto 3x3, Shoot out mixto; Jovanka Ljubetic Canotaje, C2-500 m; Paula Gómez y Bárbara Jara Canotaje, K2-500 m; Daniela Castillo y Fernanda Iracheta Ciclismo de montaña, Campo traviesa; Martín Vidaurre Esgrima, Florete; Katina Proestakis Esgrima, Espada; Jorge Valderrama Karate, -67 kg; Tomás Freire Natación, 100 m pecho; Mariano Lazzerini Remo, W4; Antonia Liewald, Magdalena Nannig, Isidora Niemeyer y Gabriela Bahamonde Tenis de mesa, Equipo; Nicolás Burgos y Andrés Martínez Vela, Láser estándar; Clemente Seguel Atletismo, 800 m; Berdine Castillo Atletismo, 4x400 m; Berdine Castillo, Martina Weil, Rocío Muñoz y Anais Hernández Atletismo, Salto con garrocha; Javiera Contreras Atletismo, 400 m; Martina Weil Canotaje, K1-500 m; Daniela Castillo Canotaje, K2-1000 m; Marcelo Godoy y Julián Cartes Canotaje, K1-200 m; Fernanda Iracheta Canotaje, C1-200 m; Bárbara Jara Ciclismo, Madison; Cristian Arriagada y Felipe Pizarro Esgrima, Sable; Roberto Monsalva Gimnasia, Concurso completo; Luciano Letelier Gimnasia, Suelo; Luciano Letelier Karate, -84 kg; Benjamín Núñez Patinaje, 500m+ distancia; Nicolás Albornoz Taekwondo, -68 kg; Cristian Olivero Atletismo, Lanzamiento de disco; Catalina Bravo Atletismo, 1500 m; Laura Acuña Atletismo, Lanzamiento de martillo; Mariana García Baloncesto 3x3, Torneo masculino; Joaquín Pino, Aitor Pickett, Lucas Thiebaut y Felipe Inyaco Balonmano, Torneo masculino; Selección de balonmano de Chile Canotaje, K4-500 m; Julián Cartes, Marcelo Godoy, Mario Valencia y Matías Núñez Canotaje, K4-500 m; Daniela Castillo, Fernanda Iracheta, Renata Durán y Javiera Iracheta Canotaje, C2-1000 m; Michael Martinez y Joaquin Cataldo Ciclismo de pista, Omnium; Jacob Decar Ciclismo de pista, Persecución por equipos; Jacob Decar, Cristian Arriagada, Felipe Pizarro y Alejandro Soto Ciclismo de pista, Persecución por equipos; Catalina Soto, Scarlet Cortés, Nya Mansilla y Khamila Sepulveda Ciclismo de pista, Madison; Catalina Soto y Scarlet Cortés Esgrima, Espada; Rosario Díaz Halterofilia, 67 kg; Sergio Cares Judo, -60 kg; Lucas Fernández Judo, -100 kg; Franco Arismendi Karate, -50 kg; Catalina Valdés Lucha libre, 53 kg; Javiera Ortega Natación, 4x200 m libres; Mariano Lazzerini, Eduardo Cisternas, Benjamín Schnapp y Gabriel Araya Patinaje, 1000 m; Catalina Lorca Patinaje, 10.000mts+ puntos; Ignacio Mardones Patinaje, 10.000 m; Nicolle Ulloa Patinaje, 500m+ distancia; Catalina Lorca Patinaje, 10.000 m; Ignacio Mardones Remo, W2; Magdalena Nanning y Antonia Liewald Taekwondo, +67 kg; Francisca Zepeda Taekwondo, -80 kg; Joaquín Churchill Tenis de mesa, Individual; Valentina Ríos Tiro, Rifle 10 m; Daniel Vidal Tiro, Rifle aire mixto; Allison Aguilera y Cristóbal Robles Voleibol de playa, Torneo masculino; Noé Aravena y Vicente Droguett |
| Asunción 2025 | 16 | 14 | 21 | 51  | Canotaje, K1 1000 mts; Sebastián Alveal Ciclismo, Persecución por equipos femenino; Javiera Garrido, Maite Ibarra, Martina Rojas y Marlen Rojas Ciclismo, Persecución por equipos maasculino; Diego Rojas, Martín Mancilla, Josafat Cárdenas y Raimundo Carvajal Esgrima, Florete; Rafaela Santibáñez Esquí acuático, Slalom; Emilia Méndez Remo, Dos sin timonel; Rodrigo Paz y Pedro Labatut Remo, Cuatro sin timonel; Camila Cofré, Emilia Liewald, Emilia Rosas y Emily Serandour Remo, Ocho masculino; Martín Arcos, Vicente de Jong, Pedro Labatut, Bastián Lopez, Benjamín Menjiba, Rodrigo Paz, Benito Rosas, Ignacio Wilson y Damián Araya Remo, Cuatro sin timonel; Benjamín Menjiba, Pedro Labatut, Bastián Lopez y Rodrigo Paz Remo, Dos remos sin timonel; Emilia Liewald y Camila Cofré Remo Ocho femenino; Amanda Araneda, Camila Cofré, Antonia Liewald, Emilia Liewald, Antonia Pichott, Emily Serandour, Felipa Rosas, Emilia Rosas y Josefa Ceballos Remo, Cuatro pares de remos cortos; Amanda Araneda, Felipa Rosas, Antonia Pichott y Antonia Liewald Remo Ocho mixto; Josefa Ceballos, Camila Cofré, Antonia Liewald, Emilia Liewald, Emily Serandour, Bastián Lopez, Rodrigo Paz, Pedro Labatut y Benjamín Menjiba Taekwondo, 68 kg; Felipe Olivero Tiro, Pistola 10 m aire; Diego Parra Tiro, Skeet; Raimundo Roche Baloncesto, Equipo masculino 3x3; Gabriel Soto, Juan Aguayo, Oscar Barría y Vicente Schulz Canotaje, K1 200 mts; Maira Toro Ciclismo, Ómnium; Diego Rojas Ciclismo, Madison; Javiera Garrido y Marlen Rojas Esquí náutico, Slalom; Daniela Kretschmer Esquí náutico, Figuras; Matías González Esquí náutico,Saltos; Emilia Méndez Judo, +78 kg; Kharla Casas Natación, 400 mts libre; Eduardo Cisternas Natación, 200 mts libre; Eduardo Cisternas Patinaje, 5000 mts; Camila Carreño Remo, Par de remos cortos; Felipa Rosas Remo, Doble par de remos cortos; Martín Arcos y Benito Rosas Remo, Doble par de remos cortos; Felipa Rosas y Antonia Liewald Atletismo, Decatlón; Max Moraga Atletismo, Lanzamiento de martillo; Benjamín Muñoz Ciclismo, BMX frestyle; Catalina Henríquez Ciclismo, Ómnium; Javiera Garrido Halterofilia, 71 kg; Benjamín Riquelme Hockey césped, Torneo masculino; Selección masculina de hockey sobre césped de Chile Hockey césped, Torneo femenino; Selección femenina de hockey sobre césped de Chile Judo, -73 kg; Tomás Hernández Judo, -100 kg; Marko Figueroa Natación, 200 mts pecho; Mariano Lazzerini Natación, 200 mts espalda; Edhy Vargas Natación, 4x200 mts relevos; Elías Ardiles, Eduardo Cisternas, Mariano Lazzerini y Edhy Vargas Patinaje, 1000 mts; Catalina Lorca Patinaje, 5000 mts; Gabriel Reyes Patinaje, 10.000 mts; Camila Carreño Patinaje, 10.000 mts; Gabriel Reyes Remo, Cuatro pares de remos cortos; Martín Arcos, Vicente de Jong, Benito Rosas y Ignacio Wilson Rugby 7, Equipo masculino; Selección masculina de rugby 7 de Chile Tiro, Pistola 10 m aire; Jose Aguilera Tiro, Skeet; Rodrigo Moyano Triatlón, Individual; Andree Buc |
| Total         | 28 | 29 | 52 | 109 | |

### Medallas por deporte
La siguiente tabla muestra las medallas obtenidas por deporte, ordenadas por preseas de oro, plata y bronce.
| Deporte           |    |    |    |    |
| ----------------- | -- | -- | -- | -- |
| Canotaje          | 2  | 4  | 3  | 9  |
| Esgrima           | 2  | 1  | 1  | 4  |
| Atletismo         | 1  | 4  | 3  | 8  |
| Ciclismo          | 1  | 1  | 4  | 6  |
| Karate            | 1  | 1  | 1  | 3  |
| Natación          | 1  | 0  | 1  | 2  |
| Remo              | 1  | 0  | 1  | 2  |
| Baloncesto 3x3    | 1  | 0  | 1  | 2  |
| Tenis de mesa     | 1  | 0  | 1  | 2  |
| Vela              | 1  | 0  | 0  | 1  |
| Gimnasia          | 0  | 2  | 0  | 2  |
| Patinaje          | 0  | 1  | 5  | 6  |
| Taekwondo         | 0  | 1  | 2  | 3  |
| Judo              | 0  | 0  | 2  | 2  |
| Tiro              | 0  | 0  | 2  | 2  |
| Balonmano         | 0  | 0  | 1  | 1  |
| Halterofilia      | 0  | 0  | 1  | 1  |
| Lucha             | 0  | 0  | 1  | 1  |
| Voleibol de playa | 0  | 0  | 1  | 1  |
| 19 deportes       | 12 | 15 | 31 | 58 |